# Пири, Альфред
А́льфред Майма́не Пи́ри (англ. Alfred Maimane Phiri; род. 22 июня 1974, Александра, Трансвааль) — южноафриканский футболист, выступавший на позиции полузащитника. Участник чемпионата мира 1998 года в составе сборной ЮАР.

## Клубная карьера
В 1994 года Пири дебютировал во взрослом футболе выступлениями за команду «Александра Юнайтед», в составе которой в том году принял участие в 22 матчах второго дивизиона ЮАР. В следующем сезоне дебютировал в высшем дивизионе страны с клубом «Джомо Космос».
В 1996 году перешёл в турецкий «Генчлербирлиги», за который сыграл более ста матчей и в 2001 году выиграл с командой Кубок Турции. Кроме того, в сезоне 1997/1998 он выступал на правах аренды за клуб «Ванспор».
В сезоне 2001/2002 Пири поиграл за другой турецкий клуб «Самсунспор», после чего вернулся на родину, где играл за клубы «Джомо Космос», «Аякс» (Кейптаун), «Морока Свэллоуз» и «Суперспорт Юнайтед» вплоть до прекращения выступлений на профессиональном уровне в 2008 году.

## Карьера в сборной
В 1998 году дебютировал в официальных матчах за национальную сборную ЮАР. В составе сборной был участником чемпионата мира 1998 года в Франции. На турнире сыграл в одном матче против Дании (1:1), в котором был удалён.
В течение карьеры в национальной команде, которая длилась 9 лет, провёл в форме главной сборной страны 13 матчей, забив 2 гола.

## После футбола
С 2001 года Пири является организатором любительского спортивного турнира Maimane Alfred Phiri Games в ЮАР. Кроме того, он был владельцем и тренером клуба «Александра», а также агентом и наставником Лебоганга Маньямы.

## Достижения
- Обладатель Кубка Турции: 2000/2001